# 色麻町
色麻町（しかまちょう）は、宮城県北西部加美郡に属する町。宮城県北西部に位置する農業の町で、大崎地方に属する。

## 地理
町の西側は奥羽山脈の山岳地帯であり、東側は大崎平野にかかる。
- 山：船形山（標高1,500m）、前船形山（標高1,312m）、八森山（標高505m）、天ケ岡（標高413m）、愛宕山（標高66m）
- 河川：鳴瀬川、河童川、花川、深川、新深川、保野川、長谷川、埋川、焼切川
- 国道：国道457号線

なお、町内には隣接する大和町や大衡村とまたがって王城寺原演習場（4,651ha）がある。1881年（明治14年）から旧陸軍が使用し、1945年（昭和20年）に米軍に接収された後、1958年（昭和33年）に返還された。王城寺原演習場が町の南部に立地するため、特定防衛施設周辺整備調整交付金の交付対象となっている。

## 歴史
- 霊亀元年（715年）5月　関東地方で大規模な大地震があり、相模・上総・常陸・上野・武蔵・下野の富民千戸（約二〜三万人）を陸奥国北部に移し黒川以北十郡（牡鹿、小田、新田、長岡、志太、玉造、富田、色麻、賀美、黒川）を設ける。これは、いわゆる柵戸であった。（『続日本紀』元明紀[4]）
- 奈良時代の天平9年（737年） 『続日本紀』に色麻柵の記述がある[5]。
- 1889年（明治22年）4月1日 町村制の施行により、色麻村が発足する。
- 1978年（昭和53年）4月1日 町制施行して、色麻町となる。
- 2003年（平成15年）4月1日 中新田町、小野田町、色麻町及び宮崎町が合併して、加美市が発足する予定であったが、色麻町は直前に合併不参加の姿勢を見せ、その結果、中新田町、小野田町及び宮崎町が合併して、加美町が発足する。色麻町は存続する。

## 行政
- 町長：早坂利悦（2015年8月28日就任、3期目）
- 2016年1月の町議会選挙で当選した田中一寿は16回目の当選で、これは地方議会としては最多記録である[6]。

## 経済

### 産業
農業が中心。米作が中心であるが、転作作物としてえごまが栽培されている。

### 郵便局
当町の集配業務は加美町の中新田郵便局が担当している。
- 色麻郵便局
- 王城寺原郵便局
- 陸前清水簡易郵便局
- 切付簡易郵便局

## 姉妹都市・提携都市

### 国内
- 牛久市（茨城県）
  - 1988年（昭和63年）7月23日 姉妹都市提携

## 地域

### 人口
| |                                        |  |
| 色麻町と全国の年齢別人口分布（2005年） | 色麻町の年齢・男女別人口分布（2005年） |  |
| ■紫色 ― 色麻町 ■緑色 ― 日本全国 | ■青色 ― 男性 ■赤色 ― 女性              |  |
| 色麻町（に相当する地域）の人口の推移 \| 1970年（昭和45年） \| 8,836人 \| \| \| 1975年（昭和50年） \| 8,616人 \| \| \| 1980年（昭和55年） \| 8,865人 \| \| \| 1985年（昭和60年） \| 8,794人 \| \| \| 1990年（平成2年） \| 8,717人 \| \| \| 1995年（平成7年） \| 8,463人 \| \| \| 2000年（平成12年） \| 8,162人 \| \| \| 2005年（平成17年） \| 7,856人 \| \| \| 2010年（平成22年） \| 7,431人 \| \| \| 2015年（平成27年） \| 7,238人 \| \| \| 2020年（令和2年） \| 6,698人 \| \| |                                        |  |
| 総務省統計局 国勢調査より |                                        |  |
| 1970年（昭和45年） | 8,836人                                |  |
| 1975年（昭和50年） | 8,616人                                |  |
| 1980年（昭和55年） | 8,865人                                |  |
| 1985年（昭和60年） | 8,794人                                |  |
| 1990年（平成2年） | 8,717人                                |  |
| 1995年（平成7年） | 8,463人                                |  |
| 2000年（平成12年） | 8,162人                                |  |
| 2005年（平成17年） | 7,856人                                |  |
| 2010年（平成22年） | 7,431人                                |  |
| 2015年（平成27年） | 7,238人                                |  |
| 2020年（令和2年） | 6,698人                                |  |

### 教育

#### 高校
- 宮城県加美農業高等学校

#### 中学校
- 色麻町立色麻学園色麻中学校

#### 小学校
- 色麻町立色麻学園色麻小学校

2014年4月に色麻町立色麻中学校(旧)と同色麻小学校(旧)、同清水小学校の3校が統合され公立の小中一貫校・色麻学園となった。

### 隣接している自治体・行政区
宮城県
- 仙台市（青葉区）
- 大崎市
- 加美郡：加美町
- 黒川郡：大和町、大衡村

山形県
- 尾花沢市

## 交通

### 鉄道
現在、町内に鉄道路線は無い。最寄り駅は、JR東日本陸羽東線西古川駅。

#### 廃止路線
かつては仙台鉄道の停車駅があった。

### バス
- 高速バス
  - 仙台 - 加美線（ミヤコーバス）：王城寺原・あたご住宅前・色麻町役場バス停
- 路線バス
  - 色麻線（ミヤコーバス）：古川駅前〜西古川駅前〜中新田西町〜色麻町役場 ※国・宮城県・自治体の補助金受給路線である。

### 道路
- 一般国道
  - 国道457号
- 都道府県道
  - 町内を走る県道：宮城県道16号石巻鹿島台色麻線、宮城県道156号小野田三本木線

## 通信
2011年の東日本大震災では地震後7日間停電し、その後も断続的に停電が発生したためアナログの有線放送電話が活躍した。しかし、色麻町有線放送農業協同組合が通信事業者として運営していた有線放送電話は2017年に破綻し、2018年4月に通話機能が廃止された。
防災対策として町独自の災害情報配信システムを構築することになり、2012年（平成24年）7月26日に地方自治体として初めて地域WiMAXの免許が付与された。

## 名所・旧跡・観光スポット・祭事・催事

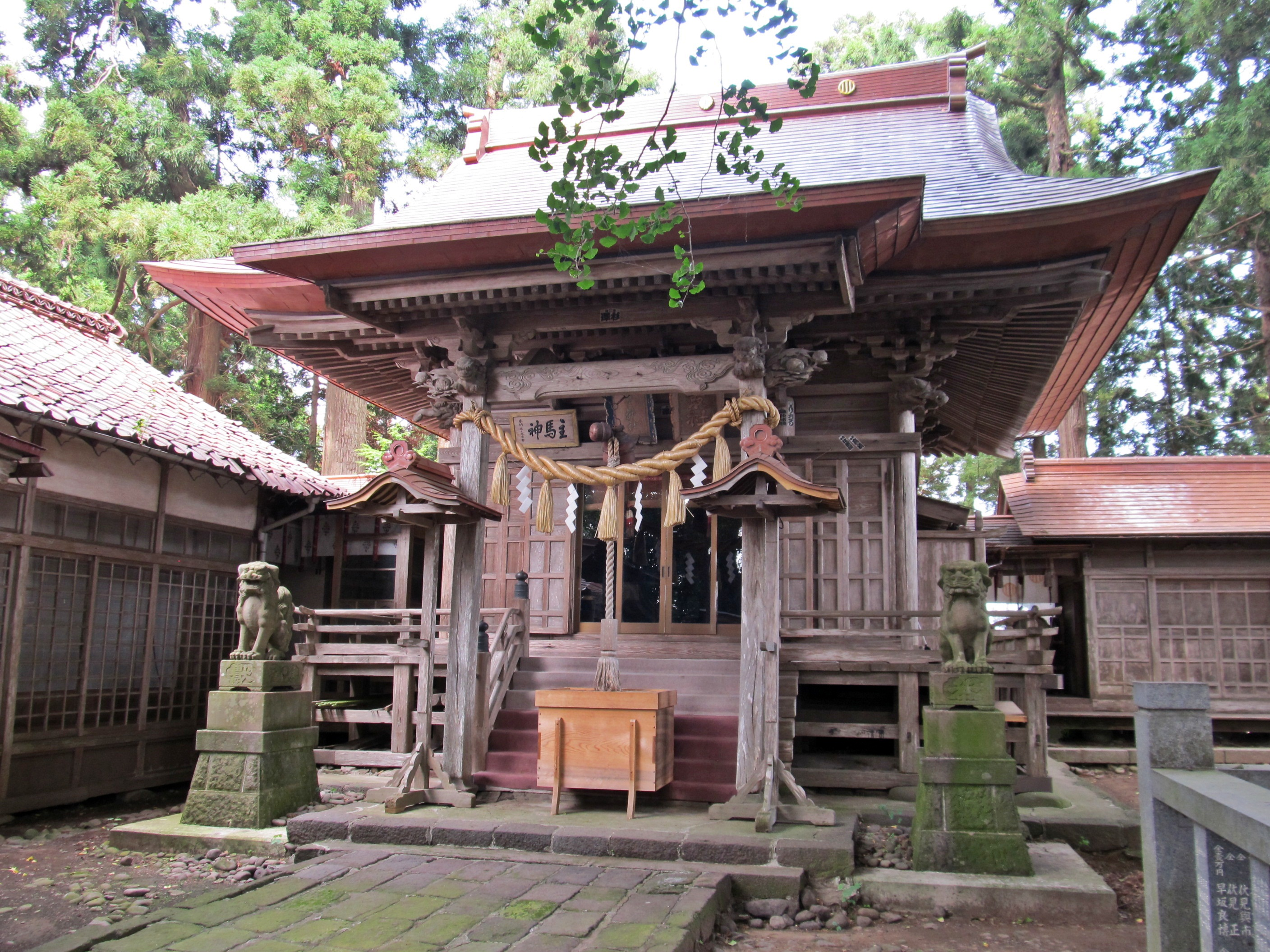
伊達神社拝殿

「河童のふるさと」をキャッチフレーズとしており、町内には河童のモニュメントが設置されているほか、関連イベントが開かれている。また町のテーマソングは「カッパブギ色麻」である。
- 伊達神社
- 船形山 1,500m
- 鈴沼
- 色麻大滝
- 大滝キャンプ場
- おかっぱ様（磯良神社）
- かっぱのゆ（色麻平沢温泉）
- 農業伝習館
- ステーキ・コーヒーハウス「ふるさと」
- 日の出瓦窯跡
- 念南寺古墳群

### 祭り
- おかっぱ様のお祭り

### イベント
- かっぱのふるさと祭り
- 町民秋まつり
- シャクヤク祭り

## 著名な出身者
- 小嶋進 - 元ヒューザー社長、耐震強度偽装問題
- 早坂心之介（バレーボール選手  ウルフドッグス名古屋）